# Żółwiakowate
Żółwiakowate, żółwiaki, żółwie trójpazurzaste (Trionychidae) – rodzina gadów z podrzędu żółwi skrytoszyjnych. Do żółwiakowatych należą niektóre spośród największych współczesnych słodkowodnych żółwi. Wiele z nich jest też przystosowanych do życia w wodach brachicznych. Żółwiaki występują obecnie w Ameryce Północnej, Afryce, Azji i na Nowej Gwinei.

## Ewolucja
Najstarsze żółwiaki pochodzą z wczesnej kredy (barrem-alb) z Azji. Najwcześniejsze ślady ich obecności w Ameryce Północnej pochodzą z albu i cenomanu. Dawniej uważano, że żółwie trójpazurzaste zasiedliły Europę dopiero w paleocenie, niemniej Scheyer i współpracownicy (2012) opisywali ich szczątki z datowanych na późną część wczesnego kampanu osadów Szwecji. Współczesne żółwiakowate nie występują na tym kontynencie, niemniej jednak – jak wskazują skamieliny – od eocenu do pliocenu stanowiły tam ważną część fauny.
Kladogram za Joyce i współpracownikami (2009):
|  | Cyclanorbis                                             |
|  |                                                         |
|  | \| \| Cycloderma \| \| \| \| \| \| Lissemys \| \| \| \| |
|  |                                                         |
|  | Cycloderma                                              |
|  |                                                         |
|  | Lissemys                                                |
|  |                                                         |

|  | Cycloderma |
|  |            |
|  | Lissemys   |
|  |            |

|  | Hutchemys   |
|  |             |
|  | Plastomenus |
|  |             |

|  | Cyclanorbis                                             |
|  |                                                         |
|  | \| \| Cycloderma \| \| \| \| \| \| Lissemys \| \| \| \| |
|  |                                                         |
|  | Cycloderma                                              |
|  |                                                         |
|  | Lissemys                                                |
|  |                                                         |

|  | Cycloderma |
|  |            |
|  | Lissemys   |
|  |            |

|  | Hutchemys   |
|  |             |
|  | Plastomenus |
|  |             |

|  | Trionyx                                               |
|  |                                                       |
|  | \| \| Chitra \| \| \| \| \| \| Pelochelys \| \| \| \| |
|  |                                                       |
|  | Chitra                                                |
|  |                                                       |
|  | Pelochelys                                            |
|  |                                                       |

|  | Chitra     |
|  |            |
|  | Pelochelys |
|  |            |

|  | Apalone |
|  |         |
|  | Rafetus |
|  |         |

|  | Trionyx                                               |
|  |                                                       |
|  | \| \| Chitra \| \| \| \| \| \| Pelochelys \| \| \| \| |
|  |                                                       |
|  | Chitra                                                |
|  |                                                       |
|  | Pelochelys                                            |
|  |                                                       |

|  | Chitra     |
|  |            |
|  | Pelochelys |
|  |            |

|  | Apalone |
|  |         |
|  | Rafetus |
|  |         |

|  | Amyda       |
|  |             |
|  | Aspideretes |
|  |             |
|  | Nilssonia   |
|  |             |

|  | Dogania    |
|  |            |
|  | Palea      |
|  |            |
|  | Pelodiscus |
|  |            |

|  | Amyda       |
|  |             |
|  | Aspideretes |
|  |             |
|  | Nilssonia   |
|  |             |

|  | Dogania    |
|  |            |
|  | Palea      |
|  |            |
|  | Pelodiscus |
|  |            |

|  | Trionyx                                               |
|  |                                                       |
|  | \| \| Chitra \| \| \| \| \| \| Pelochelys \| \| \| \| |
|  |                                                       |
|  | Chitra                                                |
|  |                                                       |
|  | Pelochelys                                            |
|  |                                                       |

|  | Chitra     |
|  |            |
|  | Pelochelys |
|  |            |

|  | Apalone |
|  |         |
|  | Rafetus |
|  |         |

|  | Trionyx                                               |
|  |                                                       |
|  | \| \| Chitra \| \| \| \| \| \| Pelochelys \| \| \| \| |
|  |                                                       |
|  | Chitra                                                |
|  |                                                       |
|  | Pelochelys                                            |
|  |                                                       |

|  | Chitra     |
|  |            |
|  | Pelochelys |
|  |            |

|  | Apalone |
|  |         |
|  | Rafetus |
|  |         |

|  | Amyda       |
|  |             |
|  | Aspideretes |
|  |             |
|  | Nilssonia   |
|  |             |

|  | Dogania    |
|  |            |
|  | Palea      |
|  |            |
|  | Pelodiscus |
|  |            |

|  | Amyda       |
|  |             |
|  | Aspideretes |
|  |             |
|  | Nilssonia   |
|  |             |

|  | Dogania    |
|  |            |
|  | Palea      |
|  |            |
|  | Pelodiscus |
|  |            |

|  | Cyclanorbis                                             |
|  |                                                         |
|  | \| \| Cycloderma \| \| \| \| \| \| Lissemys \| \| \| \| |
|  |                                                         |
|  | Cycloderma                                              |
|  |                                                         |
|  | Lissemys                                                |
|  |                                                         |

|  | Cycloderma |
|  |            |
|  | Lissemys   |
|  |            |

|  | Hutchemys   |
|  |             |
|  | Plastomenus |
|  |             |

|  | Cyclanorbis                                             |
|  |                                                         |
|  | \| \| Cycloderma \| \| \| \| \| \| Lissemys \| \| \| \| |
|  |                                                         |
|  | Cycloderma                                              |
|  |                                                         |
|  | Lissemys                                                |
|  |                                                         |

|  | Cycloderma |
|  |            |
|  | Lissemys   |
|  |            |

|  | Hutchemys   |
|  |             |
|  | Plastomenus |
|  |             |

|  | Trionyx                                               |
|  |                                                       |
|  | \| \| Chitra \| \| \| \| \| \| Pelochelys \| \| \| \| |
|  |                                                       |
|  | Chitra                                                |
|  |                                                       |
|  | Pelochelys                                            |
|  |                                                       |

|  | Chitra     |
|  |            |
|  | Pelochelys |
|  |            |

|  | Apalone |
|  |         |
|  | Rafetus |
|  |         |

|  | Trionyx                                               |
|  |                                                       |
|  | \| \| Chitra \| \| \| \| \| \| Pelochelys \| \| \| \| |
|  |                                                       |
|  | Chitra                                                |
|  |                                                       |
|  | Pelochelys                                            |
|  |                                                       |

|  | Chitra     |
|  |            |
|  | Pelochelys |
|  |            |

|  | Apalone |
|  |         |
|  | Rafetus |
|  |         |

|  | Amyda       |
|  |             |
|  | Aspideretes |
|  |             |
|  | Nilssonia   |
|  |             |

|  | Dogania    |
|  |            |
|  | Palea      |
|  |            |
|  | Pelodiscus |
|  |            |

|  | Amyda       |
|  |             |
|  | Aspideretes |
|  |             |
|  | Nilssonia   |
|  |             |

|  | Dogania    |
|  |            |
|  | Palea      |
|  |            |
|  | Pelodiscus |
|  |            |

|  | Trionyx                                               |
|  |                                                       |
|  | \| \| Chitra \| \| \| \| \| \| Pelochelys \| \| \| \| |
|  |                                                       |
|  | Chitra                                                |
|  |                                                       |
|  | Pelochelys                                            |
|  |                                                       |

|  | Chitra     |
|  |            |
|  | Pelochelys |
|  |            |

|  | Apalone |
|  |         |
|  | Rafetus |
|  |         |

|  | Trionyx                                               |
|  |                                                       |
|  | \| \| Chitra \| \| \| \| \| \| Pelochelys \| \| \| \| |
|  |                                                       |
|  | Chitra                                                |
|  |                                                       |
|  | Pelochelys                                            |
|  |                                                       |

|  | Chitra     |
|  |            |
|  | Pelochelys |
|  |            |

|  | Apalone |
|  |         |
|  | Rafetus |
|  |         |

|  | Amyda       |
|  |             |
|  | Aspideretes |
|  |             |
|  | Nilssonia   |
|  |             |

|  | Dogania    |
|  |            |
|  | Palea      |
|  |            |
|  | Pelodiscus |
|  |            |

|  | Amyda       |
|  |             |
|  | Aspideretes |
|  |             |
|  | Nilssonia   |
|  |             |

|  | Dogania    |
|  |            |
|  | Palea      |
|  |            |
|  | Pelodiscus |
|  |            |

## Budowa i zachowanie

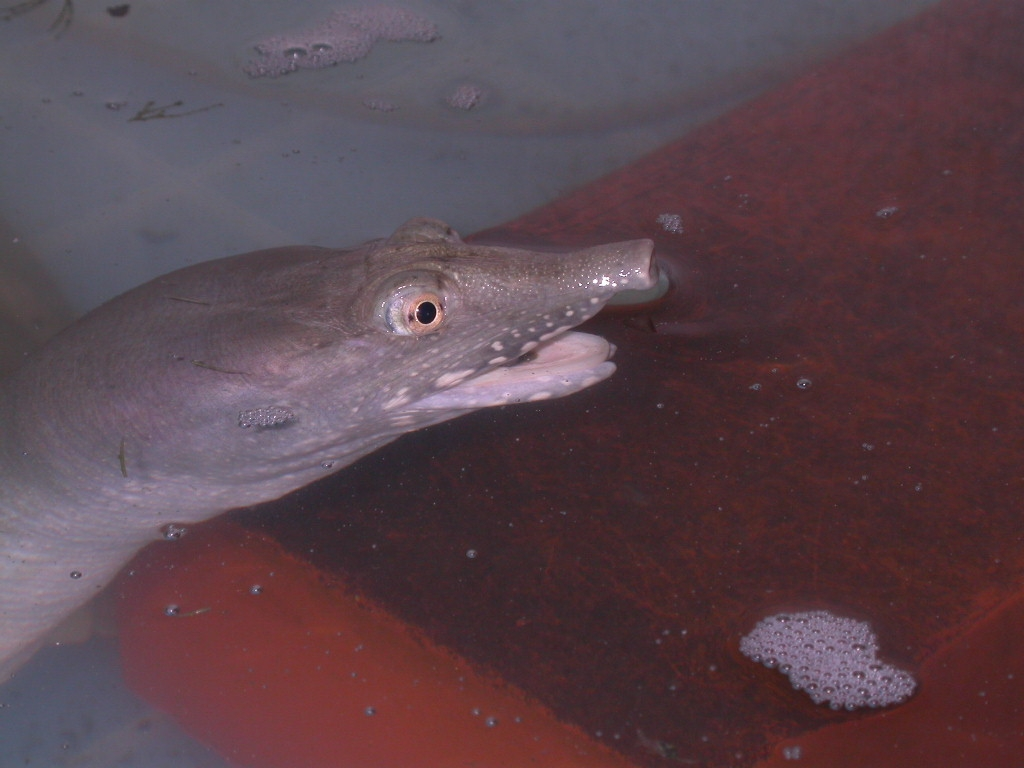
Głowa i szyja żółwiaka chińskiego

Pancerze żółwiakowatych nie są zbudowane z rogowych płytek, niemniej jednak u żółwiaka kolcowatego występują kolczyste wyrostki skórne. Karapaks żółwi trójpazurzastych jest szorstki i miękki, szczególnie na swoich brzegach. Jego środkowa część podpiera się na warstwie mocnych kości (podobnie jak u innych żółwi), w przeciwieństwie do swoich boków. Niektóre gatunki posiadają w plastronie kości skórnego pochodzenia, niepołączone jednak z resztą szkieletu. Lekki i elastyczny pancerz żółwiaków pozwala im łatwiej poruszać się w otwartych wodach i zabłoconych jeziorach.
Stopy posiadają trzy palce (stąd też nazwa Trionychidae, wywodząca się z łacińskiego słowa tri – trzy i greckiego nychus – szpon, pazur) połączone błoną pławną.
Barwa pancerza danego gatunku żółwiaka wykazuje tendencje do upodabniania się do koloru podłoża (piasku, mułu) spotykanego w miejscu występowania danego gatunku. Stanowi więc formę kamuflażu.
Dymorfizm płciowy przejawia się głównie w rozmiarach – samice są większe od samców.
Występujący w południowej Azji wielki żółw Cantora jest największym współczesnym przedstawicielem Trionychidae.
Trionychidae wykazują szereg przystosowań do wodnego trybu życia. Z powodu braku języka, muszą one połykać pokarm pod wodą (podobnie jak wszystkie wodne żółwie). Większość z nich jest mięsożercami, włączającymi w skład swojej diety głównie ryby, skorupiaki, ślimaki oraz płazy, a sporadycznie także ptaki i małe ssaki. Elastyczne szyje żółwiaków są nieproporcjonalnie długie w stosunku do reszty ciała, co umożliwia im oddychanie powietrzem atmosferycznym, bez konieczności całkowitego wynurzenia się z wody.
Żółwie trójpazurzaste są zdolne także do „oddychania” pod wodą (powietrzem w niej rozpuszczonym) dzięki licznym nitkowatym bogato unaczynionym kosmkom wyścielającym błonę śluzową gardzieli (działającym podobnie jak skrzela u ryb). Pozwala im to przebywać przez dłuższy czas pod wodą bez wynurzania się. Żółwiak chiński potrafi ponadto wydalać mocznik podczas takowego „oddychania”, co ułatwia przeżycie w sytuacjach, gdy zwierzę nie ma dostępu do słodkiej wody.
Wiele żółwiaków posiada bardzo silne szczęki, co pozwala np. kruszyć muszle mięczaków. Ugryzienia większych gatunków mogą być niebezpieczne, gdyż są w stanie odciąć palec, a być może nawet dłoń człowieka.

## Żółwiakowate jako źródło pokarmu dla ludzi

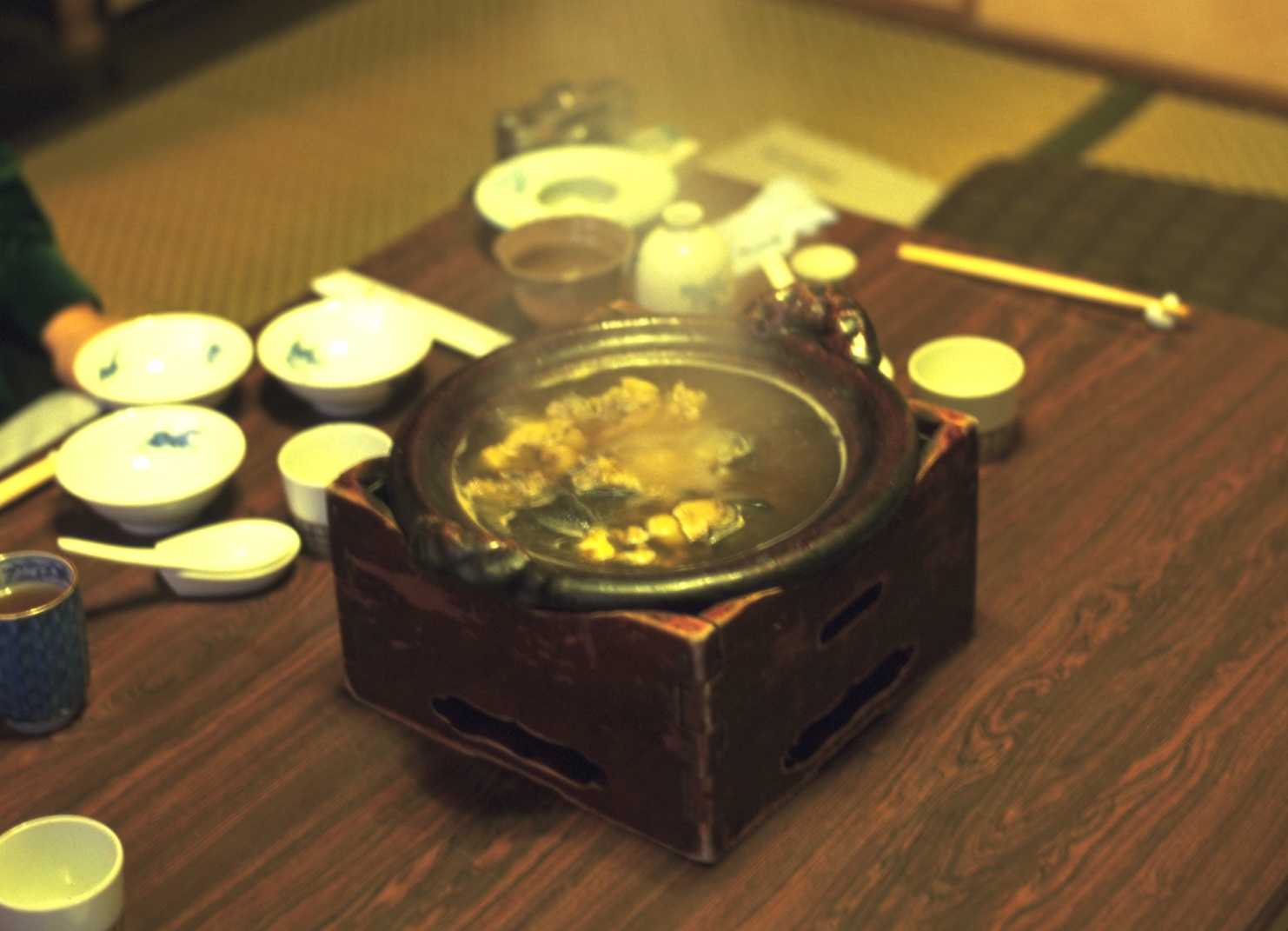
Suppon-nabe – japońska potrawa z mięsa żółwiakowatych

Mięso żółwiakowatych jest w wielu krajach (zwłaszcza wschodniej Azji) uważane za przysmak. Jedną z chińskich potraw stanowi duszona mieszanka mięs: żółwiaka i kurczaka. Zgodnie z raportem (1930) historyka sztuki Soame’a Jenynsa restauracje w Guangdong importowały z Kuangsi w dużych ilościach mięso żółwi trójpazurzastych „jedzone duszone z migdałami, pieczone w sosie chili bądź smażone z pędami bambusa, postrzegane jako wielki rarytas”.
Najczęściej konsumowanym na świecie żółwiakowatym jest żółwiak chiński. Jak zauważył biolog Kakichi Mitsukuri (1904), jego japońska odmiana (klasyfikowana niekiedy jako Trionyx japonicus) zajmuje poczesne miejsce w kuchni tego kraju. Hodowla „słodkiego gada” znanego w Japonii jako suppon w celach konsumpcyjnych, została rozwinięta tam już w XIX wieku na skalę przemysłową.
Ze względu na rosnący popyt na mięso żółwiaka chińskiego w połowie lat dziewięćdziesiątych XX wieku jego ceny w Chinach mocno wzrosły. Niemniej jednak powstanie nowych hodowli i zwiększenie pogłowia tego żółwia do setek milionów, umożliwiają normalizację cen. Innym hodowanym na mięso (jednakże na mniejszą skalę – jego pogłowie wynosi setki tysięcy, a nie milionów) w Chinach żółwiem trójpazurzastym jest Palea steindachneri.
W USA „połowy” żółwi trójpazurzastych (zwłaszcza żółwiaka drapieżnego) były legalne na Florydzie. Spotkało się to jednak z licznymi protestami ze strony środowisk proekologicznych, nawołujących do ograniczenia lub całkowitego zakazania tej praktyki. Pod wpływem tych nacisków Florida Fish and Wildlife Conservation Commission (FWC) ustaliła dzienny limit na liczbę upolowanych przez licencjonowanych łowców żółwi na dwadzieścia, co obrońcom żółwi wydaje się zbyt wysokim, biorąc pod uwagę, że liczba zarejestrowanych prawnie florydzkich łowców żółwi wynosi 100–500. Część zdobytego przez nich mięsa jest konsumowana przez miejscowych, niemniej jednakże większość trafia na eksport. Według szacunków FWC (2008) 1500 kg jest każdego tygodnia eksportowana poprzez port lotniczy Tampa.
20 kwietnia 2009 weszły w życie nowe zasady ograniczające liczbę zabijanych żółwi do jednego dziennie na myśliwego, a w maju 2009 całkowicie zakazały polowań na żółwie z rodzaju Apalone (w tym żółwiaki drapieżne). Niemniej jednak zarejestrowane prawnie hodowle żółwi mogą chwytać żyjące na wolności żółwiaki w celu rozpoczęcia chowu.
Również inne stany USA przyjęły ograniczenia na handel mięsem dzikich trójpazurzastych. W 2009 Karolina Południowa przyjęła ustawę ograniczająca międzystanowymi i międzypaństwowym do 10 na osobę jednorazowo lub 20 na osobę rocznie.

## Podział systematyczny
Do rodziny należą następujące rodzaje:
- Amyda É. Geoffroy Saint-Hilaire, 1809
- Apalone Rafinesque, 1832
- Chitra Gray, 1864
- Cyclanorbis J.E. Gray, 1852
- Cycloderma Peters, 1854
- Dogania J.E. Gray, 1844 – jedynym przedstawcielem jest Dogania subplana (É. Geoffroy Saint-Hilaire, 1809) – żółwiak malajski
- Lissemys Smith, 1931
- Nilssonia J.E. Gray, 1872
- Palea Meylan, 1987 – jedynym przedstawcielem jest Palea steindachneri (Siebenrock, 1906)
- Pelochelys J.E. Gray, 1864
- Pelodiscus J.E. Gray, 1844
- Rafetus J.E. Gray, 1864
- Trionyx É. Geoffroy Saint-Hilaire, 1809 – jedynym przedstawcielem jest Trionyx triunguis (Forskål, 1775) – żółwiak afrykański[19]

oraz rodzaje wymarłe:
- Derrisemys[20] Hutchison, 2009
- Hutchemys[5] Joyce, Revan, Lyson & Danilov, 2009
- Palaeotrionyx Schmidt, 1945
- Plastomenoides[20] Hutchison, 2009
- Plastomenus Cope, 1873